# Rates (Póvoa de Varzim)
Rates (pron. 'Ratɨʃ) es una freguesia portuguesa del municipio de Póvoa de Varzim, con 13,90 km² de área y 2472 habitantes (2021). Densidad: 177.8 hab/km². Fue elevada a villa el 2 de julio de 1993, bajo el nombre de São Pedro de Rates, a pesar de que la freguesia y la villa sólo son conocidas como Rates.

## Historia

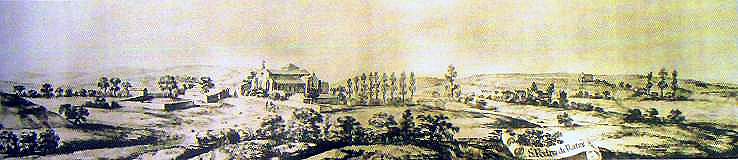
São Pedro de Rates en 1669 por Pier Maria Baldi, dibujado cuando acompañaba al príncipe Cosme III de Médici (Gran Duque de la Toscana) en su peregrinación a Santiago de Compostela.

São Pedro de Rates es una villa histórica con cerca de 2500 habitantes. El topónimo y la localidad de Rates (del término Ratis) parecen ser anterior a la romanización.
Era un lugar de paso de una vía romana, y ahí comienza uno de los caminos del Camino de Santiago portugués. En el libro «As Mais Belas Vilas e Aldeias de Portugal», es descrita como una de las poblaciones portuguesas más hermosas.
Rates se desarrolló gracias al monasterio fundado por el Conde D. Henrique en 1100. Es una parroquia antigua referida en el siglo XI con el título "De Sancto Petro de Ratis".
A comienzos del siglo XVI, el monasterio se desorganizó, lo que llevó a que en 1517 se hubiese extinguido y transformado en Encomienda de la Orden de Cristo. El primer titular de la Encomienda fue Tomé de Sousa, natural de esta tierra y primer gobernador general de Brasil. En 1517, el rey Manuel I renueva el fuero al Couto da Vila y al Monasterio. Con las reformas liberales, el municipio se disuelve en 1836 y pasa a formar parte del de Póvoa de Varzim. Estaba constituido solo por la freguesia de la sede y tenía, en 1801, 709 habitantes.
En recuerdo de ese pasado municipal, aún hoy subsiste la Casa dos Paços do Concelho (1755) y la Picota (siglo XVI), además de otros edificios de valor histórico como la célebre Iglesia Románica de San Pedro de Rates y la capilla del Senhor da Praça.
En 1993, se restaura su estatuto de villa, bajo el nombre de São Pedro de Rates.

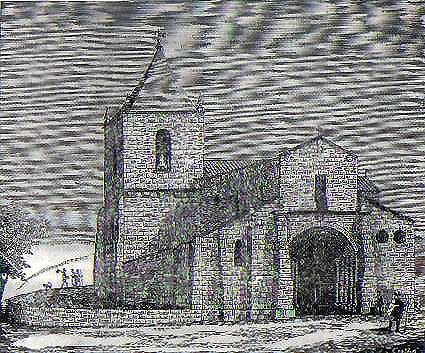
La Iglesia de San Pedro de Rates en 1842.

## Geografía
Rates se sitúa a 11 km del centro de Póvoa de Varzim, limitando con Laúndos al noroeste y con Balasar al sureste. Al noreste limita con el municipio de Barcelos y al sur con el de Vila do Conde.
Rates es la mayor freguesia del municipio. A pesar de ser la freguesia más despoblada, Rates ha merecido mucha atención por parte de la Cámara Municipal de Póvoa de Varzim, ya que es una tierra con valor histórico y paisajístico bastante significativo para el municipio.
Toda la villa se ha desarrollado alrededor del monasterio de Rates. El centro histórico está bien conservado, y éste se prolonga por la Rua Direita, donde residían los hidalgos y los burgueses locales.
- Latitud: 41° 25' N
- Longitud: 8° 40' O

## Patrimonio
- Iglesia de San Pedro de Rates, monumento nacional

José Saramago, en su Viaje a Portugal, quedó impresionado por la iglesia de San Pedro de Rates, a la que dedica un extenso pasaje, tan descriptivo como transido de admiración:

Esta iglesia es hermana poco más vieja de la de Rio Mau, pero la de Rates tiene otro tamaño y otra riqueza ornamental. El pórtico, de cinco arquivoltas, esculpidas las dos interiores, muestra en el tímpano un Cristo en la mandorla o nimbo oval, con dos personajes santos flanqueándolo, puestos uno y otro sobre figuras arrodilladas, cosa que al viajero le parece poco cristiano, salvo si tales figuras son representaciones denioníacas, e incluso así. No va el viajero a describir la iglesia. Dirá que los capiteles de este pórtico son, cada uno, obras maestras de la estatuaria, que toda la fachada, con sus contrafuertes, halaga los ojos y ek espíritu, Dirá que el interior, amplio, inmenso en penumbra, hace que creamos definitivamente que el hombre, al fin, tiene que vivir entre belleza. Dirá que eltrazado de estos arcos distintos, quebrados unos de vuelta entera otros y ek último ojival, demuestra como la diversidad puede convertirse en homogeneidad.  Dirá, en fin, que la iglesia de Rates justifica la celebración de nuevas peregrinaciones para que vengan aquí a aprender quienes tengan oficio de buscar la perfección, Tal vez aquí se consoliden fes. Y de lo que no duda el viajero es de que en este lugar se consolidarían razones para confiar en la permanencia de la belleza

- Pelourinho, monumento nacional